# 阮福綿𡫯
阮福綿𡫯（越南语：／，1841年5月13日—1919年11月5日），越南阮朝明命帝第七十八子，生母麗嬪阮氏翠竹。

## 生平
阮福綿𡫯生於紹治元年（1841年），是明命帝唯一一個遺腹子。嗣德十一年（1858年）正月，受封為安城郡公（越南语：／）。成泰五年（1893年）九月，晉封城國公（越南语：／）。後再晉封安城公（越南语：／）。維新元年（1907年）八月，以尊人府尊正的身份擔任輔政親臣。維新二年（1908年）正月，晉封安城郡王（越南语：／）。維新五年（1911年）正月，晉封安城王（越南语：／）。啟定四年九月十三日（1919年11月5日）去世，壽七十九歲，賜諡端恭。葬於承天府香水縣楊春上社。

## 子女
阮福綿𡫯有8子6女。後裔按御賜金字部起名。
- 安城郡公阮福洪鈺，生有一女，維新四年六月初七日（1910年7月13日）御封為安城郡公。

## 腳注
1. ↑  《大南實錄》正編第四紀卷十八 嗣德十一年正月 封皇親皇弟四人為郡公。
2. ↑  越南文《大南實錄》正編第六紀附編 成泰五年九月 0447.晉封安城郡公為城國公條
3. ↑  越南文《大南實錄》正編第六紀附編 維新二年正月 1484.晉封安城公為安城郡王條
4. ↑  越南文《大南實錄》正編第六紀附編 維新五年正月 1722.晉封安城郡王為安城王條
5. ↑  《阮福族世譜》，順化出版社，1995年，317頁。
6. ↑  據墓碑“兼攝尊人府尊正安城王諡端恭之寢”。